# Ruelle-sur-Touvre

Ruelle-sur-Touvre este o comună în departamentul Charente, Franța. În 1 ianuarie 2022 avea o populație de 7.396 de locuitori.